# Comuna de Rybczewice
Rybczewice (polaco: Gmina Rybczewice) é uma gminy (comuna) na Polónia, na voivodia de Lublin e no condado de Świdnicki (lubelski). A sede do condado é a cidade de 1999.
De acordo com os censos de 2004, a comuna tem 3999 habitantes, com uma densidade 40,4 hab/km².

## Área
Estende-se por uma área de 99,09 km², incluindo:
- área agricola: 86%
- área florestal: 10%

## Demografia
Dados de 30 de Junho 2004:
|                      | Total   | Total | Mulheres | Mulheres | Homens  | Homens |
| -------------------- | ------- | ----- | -------- | -------- | ------- | ------ |
|                      | pessoas | %     | pessoas  | %        | pessoas | %      |
| População            | 3999    | 100   | 2087     | 52,2     | 1912    | 47,8   |
| Densidade (pop./km²) | 40,4    | 100   | 21,1     | 21,1     | 19,3    | 19,3   |

De acordo com dados de 2002, o rendimento médio per capita ascendia a 1173,74 zł.

## Subdivisões
- Bazar, Choiny, Częstoborowice, Izdebno, Izdebno-Kolonia, Pilaszkowice Drugie, Pilaszkowice Pierwsze, Podizdebno, Rybczewice Drugie, Rybczewice Pierwsze, Stryjno Pierwsze, Stryjno Drugie, Stryjno-Kolonia, Wygnanowice, Zygmuntów.

## Comunas vizinhas
- Fajsławice, Gorzków, Krzczonów, Łopiennik Górny, Piaski, Żółkiewka